# Georg Caspar Schürmann
Georg Caspar Schürmann, także Schurmann, Scheuermann (ur. w 1672, lub na początku 1673 w Idensen koło Neustadt am Rübenberge, zm. 25 lutego 1751 w Wolfenbüttel) – niemiecki kompozytor i śpiewak okresu baroku.

## Życiorys
Schürmann studiował muzykę instrumentalną i śpiew w swej rodzinnej Dolnej Saksonii. Ok. roku 1693 zaczął występować jako alt w operze hamburskiej. W roku 1694 skomponował kantatę na inaugurację zamku Salzdahlum w Wolfenbüttel. 
W roku 1697 pojechał do Lüneburgu (ok. 50 km na płd-wschód od Hamburga) na gościnny występ. Antoni Ulryk, książę Brunszwiku-Wolfenbüttel był tak zachwycony jego śpiewem, że z miejsca podpisał z nim kontrakt. W 1707 Schürmann oficjalnie zastąpił Reinharda Keisera jako dworski kompozytor. Z kilkoma niewielkimi przerwami służył na dworze w Brunszwiku przez 54 lat nim zmarł w wieku lat 79. 

## Twórczość
Schürmann napisał ponad 30 oper, z których jednak wiele nie dotrwało do naszych czasów. Jego muzykę cechowała bogata harmonika oraz bardzo starannie dopracowany aparat kontrapunktyczny.

## Wybrane opery
- Salomon, in einem Singespiel (Libretto: Antoni Ulryk, książę Brunszwiku-Wolfenbüttel)). Wolfenbüttel, o.J. 1697?
- Daniel, in einem Sing-Spiel (Libretto: Christian Knorr von Rosenroth). Braunschweig 1701
- Telemaque (Libretto: Johann Beer). Naumburg (Saale) 1706
- L'amor insanguinato oder Holofernes (Libretto: Joachim Beccau). Braunschweig 1716.
- Die Pleiades oder das Siebengestirne (Libretto: Friedrich Christian Bressand). Braunschweig 1716 (und Wolfenbüttel 1735)
- Der Edelmühtige Porsenna (Libretto: Friedrich Christian Bressand). Wolfenbüttel 1718
- Heinrich der Vogler (Libretto: Johann Ulrich König). Wolfenbüttel 1718 (u.ö.)
- Die getreue Alceste in einer Opera (Libretto: Johann Ulrich König). Braunschweig 1719 (u.ö.)
- Ludovicus Pius oder Ludewig der Fromme Braunschweig 1726
- Clelia, in einer Opera vorgestellet (Libretto: Friedrich Christian Bressand). Braunschweig 1730
- Procris und Cephalus, in einer Opera (Libretto: Friedrich Christian Bressand). Wolfenbüttel 1734